# Georges Danton
Georges-Jacques Danton (Arcis-sur-Aube, 26. listopada 1759. – Pariz, 5. travnja 1794.), francuski revolucionar.

## Mladost
Rođen je u Arcis-sur-Aube.
Potječe iz obitelji srednjeg sloja. Studirao je pravo u Reimsu, diplomirao 1784. te bio odvjetnik u Parizu.

## Revolucija
U Francuskoj revoluciji sudjeluje od samih početaka 1789. Suosnivač je radikalno demokratskog kluba kordeljera 1790. uz Marata i Desmoulinsa. Danton je za vrijeme ustavne monarhije radio na radikalizaciji revolucije. Bio je obaviješten o pokolju na Marsovu polju (17. srpnja 1791.) te je na vrijeme pobjegao iz Pariza u London. Vrativši se u Pariz zbog izbora za Zakonodavnu skupštinu, dana 13. rujna je uhićen, no nešto kasnije amenstiran i oslobođen. U prosincu 1791. je izabran za drugog zamjenika javnog tužitelja pariške općine.
Aktivno je sudjelovao u pripremi ustanka 10. kolovoza 1792.
Godine 1792. je ministar pravde u novoj žirondinskoj vladi. Na toj dužnosti pokušao je sklopiti trajno primirje s Velikom Britanijom i Pruskom. Njegovi pokušaji općeg izmirenja propali su zbog neprijateljstva žirondinaca. Oni su ga napadali i na osobnoj razini optuživši ga za pronevjeru novca ministarstva.
Dne 10. srpnja napustio je vladu. Tim činom je počela njegova faza u kojoj se postupno udaljavao od revolucionarne struje da bi postao vođa umjerene opozicije. Nakon eliminacije hebertista je još više zaoštrio svoj otpor.
5. travnja je giljotiniran zajedno sa skupinom popustljivaca.